# Роман Гонсалес
Роман Альберто Гонсалес Луна (ісп. Román Alberto González Luna; 17 липня 1987, Манагуа, Нікарагуа),  нікарагуанський боксер-професіонал, що виступає в другій найлегшій ваговій категорії. Чемпіон світу в мінімальній (версія WBA (2008—2010)), першій найлегшій (версія WBA (2010—2012)), найлегшій (версія WBC (2014—2016)) і другій найлегшій (версія WBC (2016—2017), WBA Super (2020—2021)) вагових категоріях.

## Любительська кар'єра
- Чемпіон центрально-американських ігор у Коста-Риці 2004 року у ваговій категорії до 49 кг.

## Професійна кар'єра
Роман Гонсалес дебютував на професійному рингу 1-го липня 2005 року, незабаром після свого вісімнадцятиріччя. Перший рік проводив бої в різних вагових категоріях (до 47,6 кг, до 49 кг і до 50,8 кг).
Перші два роки виступів проводив свої бої переважно в Нікарагуа, за винятком двох рейтингових боїв в Японії. За початковий період спортивної кар'єри виграв і захистив два незначних титули: чемпіона Нікарагуа і регіональний латиноамериканський титул WBA Fedecentro, у ваговій категорії до 49 кг. Перші 16 поєдинків виграв нокаутом.

### Мінімальна вага
19 серпня 2008 року двадцятирічний боксер вперше в кар'єрі вийшов на бій за світове чемпіонство. Бій відбувся в Японії проти місцевого чемпіона за версією WBA Ніди Ютаки, який проводив восьмий захист титулу і до цього бою мав лише одну поразку. Гонсалес легко розбив чемпіона і здобув чемпіонський титул. Після цього Роман ще тричі захищав свій титул, після чого вирішив піднятися на категорію вище.

### Перша найлегша вага
24 жовтня 2010 року Роман Гонсалес нокаутував у другому раунді мексиканця Франсіско Росаса і завоював титул тимчасового чемпіона світу за версією WBA у ваговій категорії до 49 кг. Це був другий бій суперників, в якому Гонсалес закрив свою єдину близьку перемогу за очками і взяв реванш нокаутом.
У березні 2011 року Гонсалес завоював повноцінний титул чемпіона світу за версією WBA, нокаутувавши мексиканця Мануеля Варгаса.
До 2013 року провів чотири успішних захисти, перші три з яких виграв нокаутом, а 17 листопада 2012 року в четвертому захисті титулу переміг за очками близьким рішенням маловідомого на той час майбутнього чемпіона світу мексиканця Хуана Франсіско Естраду. Після цієї перемоги Гонсалес піднявся в найлегшу вагу.

### Найлегша вага
У травні 2013 року Гонсалес нокаутував колумбійця Рональда Барреру.
21 вересня 2013 року нокаутував молодого мексиканця, майбутнього чемпіона світу Франсіско Родрігеса-молодшого.
5 вересня 2014 року, Гонсалес здобув титули чемпіона WBC та The Ring, перемігши Якіру Аегасі.

### Виступ на HBO
Підписав контракт з американським каналом HBO.
Перший бій на каналі провів 16 травня 2015 року. Переміг ексчемпіона світу в 1-й найлегшій вазі мексиканця Едгара Сосу технічним нокаутом у 2-му раунді. Поєдинок пройшов в рамках вечора, головною подією якого став бій між Геннадієм Головкіним і Віллі Монро-молодшим.
17 жовтня 2015 захистив титул WBC в найлегшій вазі в бою проти ексчемпіона світу в двох вагових категоріях американця Браяна Вілорії. Гонсалес контролював хід бою. У 9-му раунді рефері зупинив поєдинок, зафіксувавши перемогу нікарагуанця технічним нокаутом. Бій пройшов за системою платних трансляцій HBO PPV в рамках вечора Головкін - Лем'є.
Після перемоги над Вілорієй, Гонсалес підписав контракт з промоутерською компаній братів Кличко, К2 Promotions. К2 буде сопромоутером японської компанії Teiken Promotions.
23 квітня 2016 року зустрівся з колишнім претендентом на титул чемпіона світу в найлегшій вазі пуерторіканцем Маквільямсом Арройо. Поєдинок тривав усі 12 раундів. Гонсалес отримав перемогу за очками. Рахунок суддів: 120-108 і 119-109 (двічі).

### Друга найлегша вага
10 вересня 2016 року зустрівся з чемпіоном світу у 2-ій найлегшій вазі за версією WBC непереможним мексиканцем Карлосом Куадрас. Поєдинок тривав усі 12 раундів. Судді одноголосно віддали перемогу Гонсалесу: 116-112, 115-113, 117-111. Роман став першим боксером з Нікарагуа, який володів титулом чемпіона світу в чотирьох вагових категоріях. Попередній рекорд належав Алексису Аргуельо, який був чемпіоном світу в трьох вагових категоріях.

#### Гонсалес vs Сор Рунгвісаі
18 березня 2017 року зустрівся з ексчемпіоном світу у 2-ій найлегшій вазі тайцем Срісакетом Сор Рунгвісаі. У першому ж раунді Сор Рунгвісаі відправив Гонсалеса в нокдаун. Чемпіон швидко піднявся і продовжив бій. У кожному з раундів спортсмени вступали в жорсткий обмін ударами. У 3-му раунді чемпіон отримав розсічення через удар головою з боку претендента. По ходу бою таєць неодноразово завдавав удари головою. У 6-му раунді рефері зняв з нього одне очко за дане порушення. В цілому, поєдинок видався видовищним і насиченим. Вдалі моменти були у обох боксерів. Після дванадцяти раундів судді несподівано віддали перемогу тайському боксеру: один суддя виставив нічийний рахунок (113-113), а двоє інших віддали перемогу Сор Рунгвісаі - 114-112. Ця поразка стала першою в кар'єрі Гонсалеса. Глядачі, присутні в залі, освистали рішення суддів. Згідно зі статистикою CompuBox, нікарагуанець завдав на 157 точних ударів більше свого суперника (441 проти 284). Гарольд Ледерман, незалежний суддя каналу HBO, виставив рахунок 114-112 на користь Гонсалеса. Портал ESPN.com виставив 117-109 на користь Гонсалеса. Сам Роман сказав, що виграв цей бій і хоче негайний реванш.

#### Гонсалес vs Сор Рунгвісаі II
4 квітня 2017 WBC повідомила про те, що матч-реванш між Гонсалесом і Рунгвісаі відбудеться.
В реванші, який пройшов 9 вересня 2017 року, Гонсалес не зміг повернути втрачений пояс — Рунгвісаі знищив свого суперника за чотири раунди.
Бій розпочався без розвідки на зустрічних курсах, і з перших секунд стала помітна перевага тайця. В четвертому раунді Рунгвісаі спочатку ударом правою назустріч надіслав Гонсалеса в нокдаун, а після продовження бою надіслав в глухий нокаут.
За версією канала ESPN нокаутуючий удар Рунгвісаі став нокаутом року.

#### Гонсалес vs Яфай
29 лютого 2020 року Роман Гонсалес зустрівся в бою з непереможним чемпіоном світу за версією WBA в другій найлегшій вазі британцем Халідом Яфай і переміг його, нокаутувавши в дев'ятому раунді і знов завоювавши пояс чемпіона.

#### Гонсалес vs Франсіско Естради II
13 березня 2021 року Роман Гонсалес в об'єднавчому бою вдруге в кар'єрі зустрівся з мексиканцем Хуаном Франсіско Естрадою, який тепер володів титулом чемпіона світу за версією WBC в другій найлегшій вазі. Поєдинок видався дуже видовищним та близьким (за підрахунком CompuBox Роман Гонсалес і Франсіско Естрада нанесли в бою 2529 ударів на двох), а перемогу в ньому розділеним рішенням суддів здобув Франсіско Естрада — 117-111 та 115-113 на його користь і 115-113 Гонсалесу.

#### Гонсалес vs Франсіско Естради III
3 грудня 2022 року відбувся третій бій між Франсіско Естрадою і Романом Гонсалесом за вакантний титул WBC у другій найлегшій вазі. Поєдинок проходив з перемінною перевагою і завершився перемогою мексиканця рішенням більшості суддів — 114-114, 116-112, 115-113.

### Таблиця боїв
| 51 Перемога (41 нокаутом, 10 за рішення суддів), 4 Поразки (1 нокаутом, 3 за рішення суддів) |        |                             |        |        |      |                   |                                             | |
| Результат                                                                                    | Рекорд | Суперник                    | Спосіб | Раунд  | Час  | Дата              | Місце проведення                            | Примітки |
| Поразка                                                                                      | 51–4   | Хуан Франсіско Естрада      | MD     | 12     |      | 3 грудня 2022     | Desert Diamond Arena, Глендейл, Аризона     | Бій за вакантний титул чемпіона WBC і The Ring у другій найлегшій вазі.                                                         |
| Перемога                                                                                     | 51-3   | Хуліо Сезар Мартінес        | UD     | 12     |      | 5 березня 2022    | Pechanga Arena, Сан-Дієго                   | |
| Поразка                                                                                      | 50–3   | Хуан Франсіско Естрада      | SD     | 12     |      | 13 березня 2021   | American Airlines Center, Даллас            | Втратив титул чемпіона WBA Super у другій найлегшій вазі. Програв бій за титул чемпіона WBC і The Ring у другій найлегшій вазі. |
| Перемога                                                                                     | 50–2   | Ісраель Гонсалес            | UD     | 12     |      | 23 жовтня 2020    | Gimnasio TV Azteca, Мехіко                  | Захистив титул чемпіона WBA Super у другій найлегшій вазі                                                                       |
| Перемога                                                                                     | 49–2   | Халід Яфай                  | TKO    | 9 (12) |      | 29 лютого 2020    | The Ford Center at The Star, Фриско         | Виграв титул чемпіона WBA Super у другій найлегшій вазі                                                                         |
| Перемога                                                                                     | 48–2   | Діомель Діокос              | TKO    | 2 (8)  |      | 23 грудня 2019    | Arena, Йокогама                             | |
| Перемога                                                                                     | 47–2   | Мойзес Фуентес              | TKO    | 5 (10) |      | 15 вересня 2018   | Т-Мобайл Арена, Лас-Вегас                   | |
| Поразка                                                                                      | 46-2   | Срісакет Сор Рунгвісаі      | KО     | 4 (12) | 1:18 | 9 вересня 2017    | Карсон, Каліфорнія                          | Програв бій за титул WBC у другій найлегшій вазі                                                                                |
| Поразка                                                                                      | 46-1   | Срісакет Сор Рунгвісаі      | MD     | 12     |      | 18 березня 2017   | Медісон-сквер-гарден, Нью-Йорк              | Втратив WBC у другій найлегшій вазі                                                                                             |
| Перемога                                                                                     | 46–0   | Карлос Куадрас              | UD     | 10     |      | 10 вересня 2016   | Форум, Інґлвуд, Каліфорнія                  | Виграв WBC у другій найлегшій вазі                                                                                              |
| Перемога                                                                                     | 45–0   | Маквільямс Арройо           | UD     | 10     |      | 23 квітня 2016    | Форум, Інґлвуд, Каліфорнія                  | Захистив титули чемпіона WBC і The Ring у найлегшій вазі                                                                        |
| Перемога                                                                                     | 44–0   | Браян Вілорія               | TKO    | 9 (12) | 2:53 | 17 жовтня 2015    | Медісон-сквер-гарден, Нью-Йорк              | Захистив титули чемпіона WBC і The Ring у найлегшій вазі                                                                        |
| Перемога                                                                                     | 43–0   | Едгар Соса                  | TKO    | 2 (12) | 2:37 | 16 травня 2015    | Форум, Інґлвуд, Каліфорнія                  | Захистив титули чемпіона WBC і The Ring у найлегшій вазі                                                                        |
| Перемога                                                                                     | 42–0   | Валентін Леон               | TKO    | 3 (10) | 2:27 | 28 лютого 2015    | Puerto Salvador Allende, Манагуа            | |
| Перемога                                                                                     | 41–0   | Роккі Фуентес               | TKO    | 6 (12) | 2:11 | 22 листопада 2014 | Yokohama Swimming Pool, Йокогама, Канагава  | Захистив титули чемпіона WBC і The Ring у найлегшій вазі                                                                        |
| Перемога                                                                                     | 40–0   | Акіра Яегаші                | TKO    | 9 (12) | 2:24 | 5 вересня 2014    | Yoyogi #2 Gymnasium, Токіо                  | Виграв титули чемпіона WBC і The Ring у найлегшій вазі                                                                          |
| Перемога                                                                                     | 39–0   | Хуан Пурісіма               | TKO    | 3 (8)  | 1:20 | 6 квітня 2014     | Ota-City General Gymnasium, Токіо           | |
| Перемога                                                                                     | 38–0   | Хуан Кантун                 | TKO    | 6 (10) | 1:01 | 15 лютого 2014    | Palenque de la Feria , Тапачула, Чіапас     | |
| Перемога                                                                                     | 37–0   | Оскар Бланкует              | TKO    | 2 (10) | 0:27 | 10 листопада 2013 | Ryōgoku Kokugikan, Токіо                    | |
| Перемога                                                                                     | 36–0   | Франсіско Родрігес-молодщий | TKO    | 7 (10) | 1:10 | 21 вересня 2013   | Crowne Plaza, Манагуа                       | |
| Перемога                                                                                     | 35–0   | Рональд Баррера             | TKO    | 5 (10) | 2:42 | 25 травня 2013    | Polideportivo España, Манагуа               | |
| Перемога                                                                                     | 34–0   | Хуан Франсіско Естрада      | UD     | 12     |      | 17 листопада 2012 | Los Angeles Arena, Лос-Анджелес, Каліфорнія | Захистив титул чемпіона WBA у першій найлегшій вазі                                                                             |
| Перемога                                                                                     | 33–0   | Стівен Монтерроса           | TKO    | 3 (10) | 2:27 | 6 жовтня 2012     | Hotel Holiday Inn, Манагуа                  | |
| Перемога                                                                                     | 32–0   | Рамон Гарсія Хіралес        | KO     | 4 (12) | 2:09 | 28 квітня 2012    | Fairplex, Помона, Каліфорнія                | Захистив титул чемпіона WBA у першій найлегшій вазі                                                                             |
| Перемога                                                                                     | 31–0   | Мануель Хіменез             | KO     | 1 (10) | 2:58 | 17 березня 2012   | Palenque de Gallos, Куліакан, Сіналоа       | |
| Перемога                                                                                     | 30–0   | Омар Сото                   | KO     | 2 (12) | 0:36 | 1 жовтня 2011     | MGM Grand Garden Arena, Лас-Вегас, Невада   | Захистив титул чемпіона WBA у першій найлегшій вазі                                                                             |
| Перемога                                                                                     | 29–0   | Омар Саладо                 | TKO    | 7 (12) | 0:48 | 16 липня 2011     | Plaza de Toros, Канкун, Кінтана-Роо         | Захистив титул чемпіона WBA у першій найлегшій вазі                                                                             |
| Перемога                                                                                     | 28–0   | Мануель Варгас              | UD     | 12     |      | 19 березня 2011   | Plaza San Diego, Холула, Пуебла             | Захистив титул чемпіона WBA у першій найлегшій вазі                                                                             |
| Перемога                                                                                     | 27–0   | Франциско Розас             | KO     | 2 (12) | 1:38 | 24 жовтня 2010    | Ryōgoku Kokugikan, Токіо                    | Виграв титул тимчасового чемпіона WBA у першій найлегшій вазі                                                                   |
| Перемога                                                                                     | 26–0   | Хесус Лімонес               | TKO    | 2 (10) | 0:25 | 3 вересня 2010    | Hotel Camino Real, Манагуа                  | |
| Перемога                                                                                     | 25–0   | Іван Менезес                | TKO    | 4 (12) |      | 30 січня 2010     | Auditorio Siglo XXI, Пуебла                 | Захистив титул чемпіона WBA у мінімальній вазі                                                                                  |
| Перемога                                                                                     | 24–0   | Катсунарі Такаяма           | UD     | 12     |      | 14 липня 2009     | World Memorial Hall, Кобе, Префектура Хьоґо | Захистив титул чемпіона WBA у мінімальній вазі                                                                                  |
| Перемога                                                                                     | 23–0   | Франциско Росас             | MD     | 12     |      | 28 лютого 2009    | Auditorio Guelaguetza, Оахака-де-Хуарес     | Захистив титул чемпіона WBA у мінімальній вазі                                                                                  |
| Перемога                                                                                     | 22–0   | Мігель Телез                | TKO    | 3 (10) | 0:10 | 13 грудня 2008    | Gimansio Alexis Arguello, Манагуа           | |
| Перемога                                                                                     | 21–0   | Ютака Ніда                  | TKO    | 4 (12) | 1:59 | 15 вересня 2008   | Pacifico, Йокогама, Префектура Канаґава     | Виграв титул чемпіона WBA у мінімальній вазі                                                                                    |
| Перемога                                                                                     | 20–0   | Абрахам Іріас               | TKO    | 2 (8)  | 1:02 | 12 липня 2008     | Universidad de Managua, Манагуа             | |
| Перемога                                                                                     | 19–0   | Хуан Центено                | KO     | 3 (10) |      | 13 червня 2008    | Hotel Camino Real, Манагуа                  | |
| Перемога                                                                                     | 18–0   | Хав'єр Мурілло              | UD     | 10     |      | 29 лютого 2008    | Pharaoh's Casino, Манагуа                   | |
| Перемога                                                                                     | 17–0   | Хіроші Матсумото            | UD     | 10     |      | 14 січня 2008     | Pacifico, Йокогама, Префектура Канаґава     | |
| Перемога                                                                                     | 16–0   | Хав'єр Тело                 | KO     | 2 (10) | 1:48 | 14 грудня 2007    | Pharaoh's Casino, Манагуа                   | |
| Перемога                                                                                     | 15–0   | Еріберто Гехон              | KO     | 1 (10) | 1:09 | 3 листопада 2007  | Korakuen Hall, Токіо                        | |
| Перемога                                                                                     | 14–0   | Мігель Теллез               | KO     | 3 (10) |      | 13 липня 2007     | Pharaoh's Casino, Манагуа                   | Захистив титул чемпіона Нікарагуа у першій найлегшій вазі.                                                                      |
| Перемога                                                                                     | 13–0   | Хосе Луїс Варела            | KO     | 1 (10) | 2:28 | 12 травня 2007    | Pharaoh's Casino, Манагуа                   | Виграв титул чемпіона WBA Fedelatin у мінімальній вазі.                                                                         |
| Перемого                                                                                     | 12–0   | Вінцент Ернанес             | TKO    | 2 (10) |      | 30 березня 2007   | Pharaoh's Casino, Манагуа                   | Захистив титул чемпіона WBA Fedecentro у першій найлегшій вазі.                                                                 |
| Перемога                                                                                     | 11–0   | Елвіс Ромеро                | KO     | 1 (8)  |      | 16 лютого 2007    | Pharaoh's Casino, Манагуа                   | |
| Перемога                                                                                     | 10–0   | Хуан Центено                | TKO    | 7 (10) |      | 15 грудня 2006    | Pharaoh's Casino, Манагуа                   | Захистив титул чемпіона WBA Fedecentro у першій найлегшій вазі.                                                                 |
| Перемога                                                                                     | 9–0    | Оскар Мурілло               | KO     | 1 (10) |      | 6 жовтня 2006     | Pharaoh's Casino, Манагуа                   | Виграв титул чемпіона WBA Fedecentro і Нікарагуа у першій найлегшій вазі.                                                       |
| Перемога                                                                                     | 8–0    | Франциско Меза              | KO     | 2 (8)  |      | 1 вересня 2006    | Gimnasio de la UdeM, Манагуа                | |
| Перемога                                                                                     | 7–0    | Франциско Меза              | RTD    | 6 (10) | 0:10 | 31 березня 2006   | Pharaoh's Casino, Манагуа                   | |
| Перемога                                                                                     | 6–0    | Хосе Мартінес               | KO     | 2 (8)  |      | 3 березня 2006    | Pharaoh's Casino, Манагуа                   | |
| Перемога                                                                                     | 5–0    | Роберто Меза                | TKO    | 1 (8)  | 2:18 | 20 січня 2006     | Pharaoh's Casino, Манагуа                   | |
| Перемога                                                                                     | 4–0    | Едді Кастро                 | KO     | 3 (6)  |      | 15 жовтня 2005    | Gimansio Alexis Arguello, Манагуа           | |
| Перемога                                                                                     | 3–0    | Давід Центено               | KO     | 1 (6)  |      | 30 вересня 2005   | Pharaoh's Casino, Манагуа                   | |
| Перемога                                                                                     | 2–0    | Ніколас Меркадо             | KO     | 1 (4)  |      | 19 серпня 2005    | Pharaoh's Casino, Манагуа                   | |
| Перемога                                                                                     | 1–0    | Рамон Урбіна                | KO     | 2 (4)  |      | 1 липня 2005      | Pharaoh's Casino, Манагуа                   | |

## Особисте життя
Карлос Бландон Відаурр є менеджером Гонсалеса, промоутер японська Teiken Promotions.
Гонсалес розлучений і має двох дітей, проживає в Манагуа, Нікарагуа. Він сказав, що бореться за честь і славу, але головна причина полягає в бажанні забезпечити свою сім'ю. Гонсалес християнин, також він є прихильником політичної групи FSLM в Нікарагуа.